# Pseudomacraspis lydieae
Pseudomacraspis lydieae är en skalbaggsart som beskrevs av Soula 2002. Pseudomacraspis lydieae ingår i släktet Pseudomacraspis och familjen Rutelidae. Inga underarter finns listade i Catalogue of Life.